# ジョヴァンニ・ヴェルガ
ジョヴァンニ・ヴェルガ（Giovanni Verga, 1840年9月2日 - 1922年1月27日）は、イタリアの小説家である。「ヴェリズモ」（現実主義あるいは真実主義）と称される19世紀イタリア・リアリズム文芸運動の代表的作家の一人として知られる。シチリア島を舞台として、市井の人々の生活を描いた一連の著作、特に後にピエトロ・マスカーニ作曲の同名のオペラにもなった短編『カヴァレリア・ルスティカーナ』Cavalleria Rusticanaで有名である。

## 人物・来歴
シチリア島・カターニアの裕福な一家の長男として生まれる。1850年代後半から著作を始め、歴史小説『愛と故郷』(Amore e Patria)を著すも未刊。その後表向きはカターニア大学で法律を学んでいたものの、親からの学費で小説『山の樵たち』（I Carbonari della montaga, 1861年）を、続いて『潟にて』（Sulle lagune, 1863年）を相次いで出版する。
従軍し除隊後には数回にわたりフィレンツェを旅し、1869年同地に転居する。1872年にはミラノに移る。短編集『田舎の生活』（Vita dei campi, 1880年）ではその殆どがシチリア島内の田舎での出来事を著し、特にその中の一篇『カヴァレリア・ルスティカーナ』（Cavalleria rusticana　田舎騎士道といった意）は舞台化、オペラ化された。
後に彼は何篇かの長編小説にも着手した。これはエミール・ゾラの「ルーゴン・マッカール叢書」に想を得た連作『敗者たちの作品群』(Il ciclo dei vinti)を目指したものであったが、完成をみたのは、うち『マラヴォリア家の人々』（I Malavoglia, 1881年）および『マストロ・ドン・ジェズアルド』（Mastro Don Gesualdo, 1889年）の2つのみだった。後者は彼の作品中最後の主要作品とされている。『レイラ公爵夫人』（La Duchessa di Leyra）は断片のみが残され、『名誉あるシピオーニ』（L'onorevole Scipioni）と『贅沢な男』（L'uomo di lusso）は構想のみに終わった。
1894年にヴェルガは生家に帰郷、1920年に終身議員となった。1922年に脳血栓で死去した。